# Herzogspitalkirche (München)

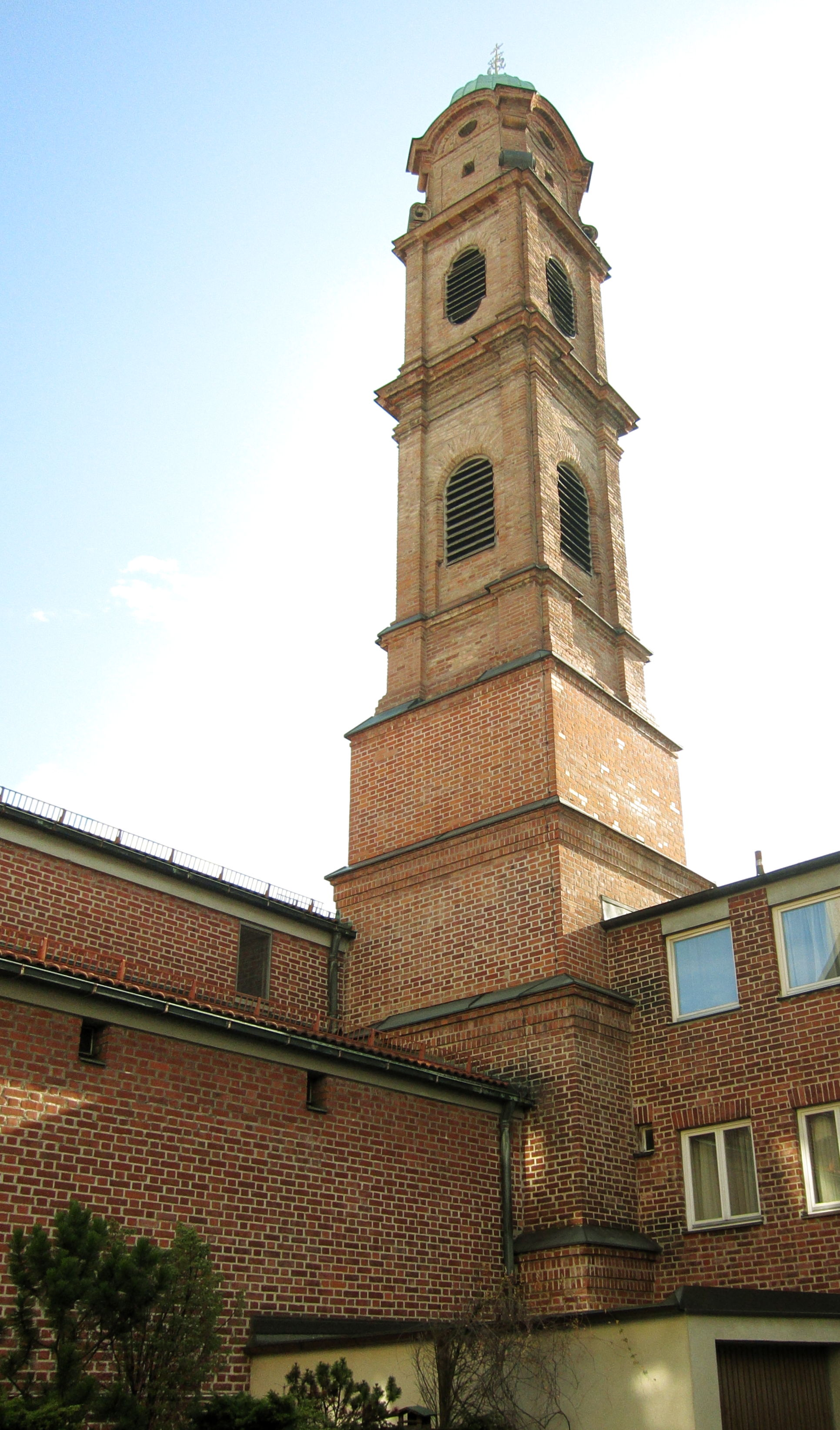
Turm der Herzogspitalkirche

Die römisch-katholische Herzogspitalkirche St. Elisabeth ist eine unabhängige Konventkirche (Klosterkirche) der Münchner Servitinnen.

## Lage
Die Herzogspitalkirche (Herzogspitalstr. 7) liegt relativ in der Mitte des von Herzog Albrecht V. eingerichteten Spitals im Hackenviertel der historischen Altstadt Münchens.

## Geschichte
Herzog Albrecht V. ließ 1555 für sein Hofpersonal ein Spital einrichten, das Herzogspital genannt wurde. Die Planungen Heinrich Schöttels sahen bereits eine Kirche in der Mitte des Herzogspitals vor, die das Patrozinium „St. Elisabeth“ erhielt. Dieses 1572 eingeweihte Gotteshaus war seit 1671 das Ziel einer Wallfahrt zum viel verehrten Gnadenbild der Schmerzhaften Muttergottes. 1676 erfolgte ein Umbau des Spitals und der Kirche. Das Herzogspital war ursprünglich zur Aufnahme kranker Hofbediensteter gestiftet worden und wurde in der nachfolgenden Zeit noch erweitert. Als weiteres der Kranken- und Versorgungshäuser des Hofes war bereits 1626–1632 noch das benachbarte Josephspital in der gleichnamigen Straße entstanden, ebenfalls mit einer Kirche (Josephspitalkirche), die seit 1945 nicht mehr existiert.
Das St. Elisabeth geweihte Servitinnen-Kloster im Herzogspital wurde 1715 durch Therese Kunigunde von Polen, Frau des Kurfürsten Maximilian II. Emanuel von Bayern gegründet. Ab 1728 erbaute Johann Anton Trubillio zusammen mit dem Maurermeister Johann Michael Proebstl für die Nonnen des Spitals eine um mehrere Höfe gruppierte barocke Klosteranlage mit einer lang gestreckten Fassade zur Herzogspitalstraße hin. Sie wurde östlich der Spitalkirche St. Elisabeth errichtet. 1727 wurde ein weiterer barocker Umbau der Herzogspitalkirche nach Plänen von Johann Baptist Gunetzrhainer eingeweiht. 1727/28 wurde auch der Turm hinzugefügt.
Das Spital, das unter Leitung des Klosters stand, wurde bereits 1800 aufgehoben. 1803 erfolgte dann im Zuge der Säkularisation in Bayern die Aufhebung des Klosters, die Nonnen lebten aber zunächst weiterhin zusammen.
Vor allem im 19. Jahrhundert wurde dem Gnadenbild der Schmerzhaften Madonna von Tobias Baader (von ca. 1680) eine wundertätige Wirkung nachgesagt, so dass es hier bis ins 20. Jahrhundert hinein Wallfahrten, Bußgänge und Dankgottesdienste durchgeführt bzw. gefeiert wurden; bekanntestes Beispiel ist Lena Christ. Sie beschreibt in ihrer Biografie „Erinnerungen einer Überflüssigen“, wie sie aus Dankbarkeit für ihre Verlobung Blumen vor der Schmerzhaften Maria auf dem Altar legt. Die zwei Statuen auf dem Choraltar waren ein Werk von Andreas Faistenberger. Das Choraltarblatt von Andreas Wolff stellte die Hl. Elisabeth mit einem Abbild der Kirche dar.
Im Zweiten Weltkrieg schwer beschädigt, wurde das Herzogspital abgetragen und durch einen Neubau ersetzt. Der Turm wurde saniert, das Kirchenschiff durch einen Neubau nach Plänen von Alexander Freiherr von Branca und Herbert Groethuysen 1956/57 ersetzt, der sich durch einen völlig in Backstein gehaltenen Innenraum auszeichnet.
Der erhaltene barocke Turm der Herzogspitalkirche ist als Baudenkmal in die Bayerische Denkmalliste eingetragen.

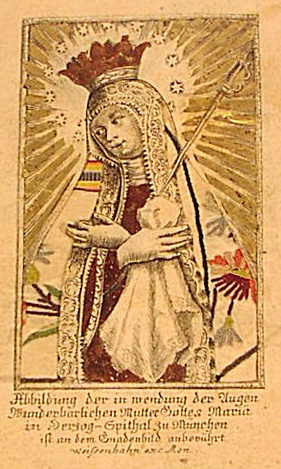
Kolorierter Stich des Gnadenbildes in der Herzogspitalkirche, um 1750
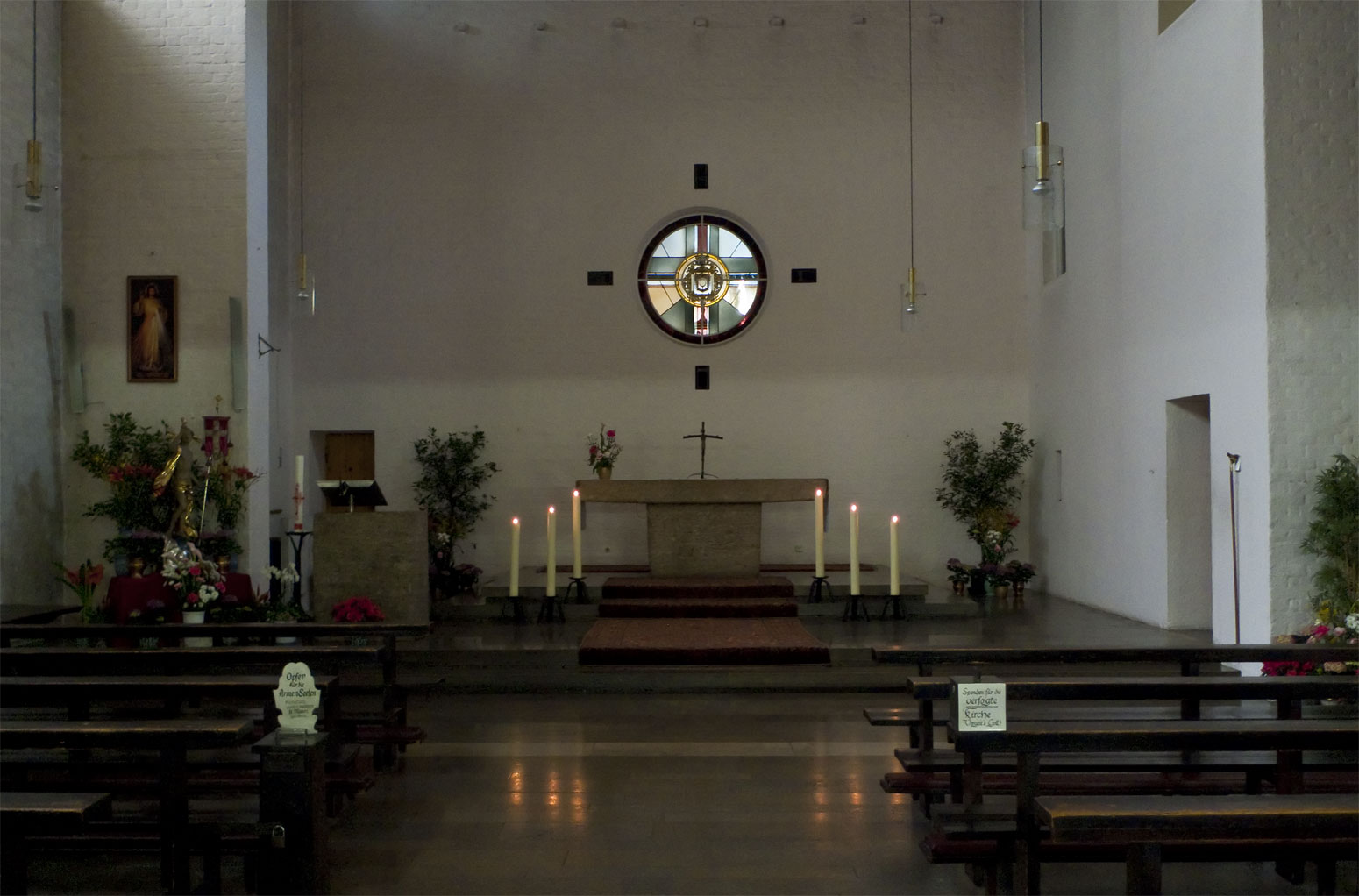
Innenraum

## Bedeutende Werke
- Schmerzhafte Maria (Tobias Bader, 1651) eine wertvolle Holzfigur, die einst mit einem im Krieg verbrannten Kreuz in Verbindung war (seit 1692 im Seitenschiff aufgestellt). Als Maximilian III. Joseph im Dezember 1777 im Sterben lag, wurde sie in dieser Zeit in sein Zimmer in die Residenz verbracht.